# Экономика Турецкой Республики Северного Кипра
Экономика Турецкой Республики Северного Кипра.

В древние времена на территории острова Кипр добывали медь.
Особенностью Экономики ТРСК является её функционирование при эмбарго на торговлю с многими странами. Так Европейский союз и большинство стран мира считают северную часть Кипра территорией Республики Кипр.
ВВП ТРСК — 4 млрд долларов. Уровень безработицы — 7,4 %.

Турецкий бюджет частично финансирует Турецкую республику Северный Кипр.
Основной товар — лимоны, молочные продукты, алкоголь, лом, одежда, лекарства.
Имеется морское сообщение с Турцией.
Имеется туризм. В отелях ТРСК есть 17000 мест.
В качестве валюты используется Турецкая лира, но в ходу имеются и другие свободно конверитуемые валюты.
В 2010 году Северный Кипр неофициально выпустил набор из 8 сувенирных монет, четыре из которых — биметаллические.
На аверсе всех монет изображен герб страны. На реверсе каждой из восьми монет — представители животного и растительного мира Северного Кипра. На 5 лирах — кипрский муфлон, на 2 1/2 лирах — голубь, на 1 лире — бабочка. Реверсы монет номиналами 5, 10, 25 и 50 курушей содержат изображения местных растений, на монете самого маленького номинала, 1 куруш, размещены полумесяц со звездой — Национальный флаг Северного Кипра.
В 2011 году республика выпустила медно-никелевую монету номиналом 20 лир, на которой изображен османский султан Селим II. На реверсе монеты изображен герб Северного Кипра.